# LA Women's Tennis Championships
LA Women's Tennis Championships byl ženský profesionální tenisový turnaj hraný ve městě Carson poblíž Los Angeles, Kalifornie, USA. Hrál se od roku 1971 na otevřených dvorcích s tvrdým povrchem. V roce 2010 byl nahrazen turnajem Mercury Insurance Open v San Diegu.
Turnaj patřil v roce 2009 do nově vzniklé kategorie WTA Premier Tournaments a od sezóny 2004 také do severoamerického turné US Open Series.

## Přehled názvů turnaje
- 1971: Billie Jean King Invitational
- 1972: Independent Press-Telegram's Women's Tennis Championships
- 1973: British Motor Cars Tournament
- 1977–78: Virginia Slims of Los Angeles
- 1979–82: Avon Championships of Los Angeles
- 1983–94: Virginia Slims of Los Angeles
- 1995–99: Acura Classic
- 2000–01: estyle.com Classic
- 2002–06: JPMorgan Chase Open
- 2007–08: East West Bank Classic
- 2009: LA Women's Tennis Championships

## Přehled finále

### Dvouhra
| Rok  | vítězka                 | finalistka                | výsledek          |
| ---- | ----------------------- | ------------------------- | ----------------- |
| 2009 | Flavia Pennettaová      | Samantha Stosurová        | 6–4, 6–3          |
| 2008 | Dinara Safinová         | Flavia Pennettaová        | 6–4, 6–2          |
| 2007 | Ana Ivanovićová         | Naděžda Petrovová         | 7–5, 6–4          |
| 2006 | Jelena Dementěvová      | Jelena Jankovićová        | 6–3, 4–6, 6–4     |
| 2005 | Kim Clijstersová        | Daniela Hantuchová        | 6–4, 6–1          |
| 2004 | Lindsay Davenportová    | Serena Williamsová        | 6–1, 6–3          |
| 2003 | Kim Clijstersová        | Lindsay Davenportová      | 6–1, 3–6, 6–1     |
| 2002 | Chanda Rubinová         | Lindsay Davenportová      | 5–7, 7–65, 6–3    |
| 2001 | Lindsay Davenportová    | Monika Selešová           | 6–3, 7–5          |
| 2000 | Serena Williamsová      | Lindsay Davenportová      | 4–6, 6–4, 7–61    |
| 1999 | Serena Williamsová      | Julie Halard-Decugisová   | 6–1, 6–4          |
| 1998 | Lindsay Davenportová    | Martina Hingisová         | 4–6, 6–4, 6–3     |
| 1997 | Monika Selešová         | Lindsay Davenportová      | 5–7, 7–5, 6–4     |
| 1996 | Lindsay Davenportová    | Anke Huberová             | 6–2, 6–3          |
| 1995 | Conchita Martínezová    | Chanda Rubinová           | 4–6, 6–1, 6–3     |
| 1994 | Amy Frazierová          | Ann Grossmanová           | 6–1, 6–3          |
| 1993 | Martina Navrátilová     | Arantxa Sánchez Vicariová | 7–5, 7–64         |
| 1992 | Martina Navrátilová     | Monika Selešová           | 6–4, 6–2          |
| 1991 | Monika Selešová         | Kimiko Dateová            | 6–3, 6–1          |
| 1990 | Monika Selešová         | Martina Navrátilová       | 6–4, 3–6, 7–66    |
| 1989 | Martina Navrátilová     | Gabriela Sabatini         | 6–0, 6–2          |
| 1988 | Chris Evertová          | Gabriela Sabatini         | 2–6, 6–1, 6–1     |
| 1987 | Steffi Grafová          | Chris Evertová            | 6–3, 6–4          |
| 1986 | Martina Navrátilová     | Chris Evertová            | 7–65, 6–3         |
| 1985 | Claudia Kohde-Kilschová | Pam Shriverová            | 6–2, 6–4          |
| 1984 | Chris Evertová          | Wendy Turnbullová         | 6–2, 6–3          |
| 1983 | Martina Navrátilová     | Chris Evertová            | 6–1, 6–3          |
| 1982 | Mima Jaušovecová        | Sylvia Haniková           | 6–2, 7–64         |
| 1981 | Martina Navrátilová     | Andrea Jaegerová          | 6–4, 6–0          |
| 1980 | Martina Navrátilová     | Tracy Austinová           | 6–2, 6–0          |
| 1979 | Chris Evertová          | Martina Navrátilová       | 6–3, 6–4          |
| 1978 | Martina Navrátilová     | Rosie Casalsová           | 6–3, 6–2          |
| 1977 | Chris Evertová          | Martina Navrátilová       | 6–2, 2–6, 6–1     |
| 1976 | turnaj se nekonal       | turnaj se nekonal         | turnaj se nekonal |
| 1974 | turnaj se nekonal       | turnaj se nekonal         | turnaj se nekonal |
| 1973 | Margaret Courtová       | Nancy Richeyová           | 7–5, 6–7, 7–5     |
| 1972 | Rosemary Casalsová      | Françoise Durrová         | 6–2, 6–7, 6–3     |
| 1971 | Billie Jean Kingová     | Rosemary Casalsová        | 6–1, 6–2          |

### Čtyřhra
| Rok  | vítězky                                     | finalistky                                     | výsledek          |
| ---- | ------------------------------------------- | ---------------------------------------------- | ----------------- |
| 2009 | Čuang Ťia-žung Jen C’                       | Maria Kirilenková Agnieszka Radwańská          | 6–0, 4–6, 10–7    |
| 2008 | Čan Jung-žan Čuang Ťia-žung                 | Eva Hrdinová Vladimíra Uhlířová                | 2–6, 7–5, 10–4    |
| 2007 | Květa Peschkeová Rennae Stubbsová           | Alicia Moliková Mara Santangelová              | 6–0, 6–1          |
| 2006 | Virginia Ruano Pascualová Paola Suárezová   | Daniela Hantuchová Ai Sugijamová               | 6–3, 6–4          |
| 2005 | Jelena Dementěvová Flavia Pennettaová       | Angela Haynesová Bethanie Matteková            | 6–2, 6–4          |
| 2004 | Naděžda Petrovová Meghann Shaughnessyová    | Virginia Ruano Pascualová Conchita Martínezová | 6–72, 6–4, 6–3    |
| 2003 | Mary Pierceová Rennae Stubbsová             | Jelena Bovinová Els Callensová                 | 6–3, 6–3          |
| 2002 | Jelena Dokićová Kim Clijstersová            | Daniela Hantuchová Ai Sugijamová               | 6–3, 6–3          |
| 2001 | Kimberly Poová Nathalie Tauziatová          | Nicole Arendtová Caroline Visová               | 6–3, 7–5          |
| 2000 | Els Callensová Dominique Monamiová          | Kimberly Poová Anne-Gaëlle Sidotová            | 6–2, 7–5          |
| 1999 | Larisa Neilandová Arantxa Sánchez Vicariová | Lisa Raymondová Rennae Stubbsová               | 6–2, 6–75, 6–0    |
| 1998 | Martina Hingisová Nataša Zverevová          | Tamarine Tanasugarnová Jelena Tatarkovová      | 6–4, 6–2          |
| 1997 | Yayuk Basukiová Caroline Visová             | Larisa Neilandová Helena Suková                | 7–67, 6–3         |
| 1996 | Nataša Zverevová Lindsay Davenportová       | Amy Frazierová Kimberly Poová                  | 6–1, 6–4          |
| 1995 | Gigi Fernándezová Nataša Zverevová          | Larisa Neilandová Gabriela Sabatini            | 7–5, 6–72, 7–5    |
| 1994 | Julie Halard-Decugisová Nathalie Tauziatová | Jana Novotná Lisa Raymondová                   | 6–1, 0–6, 6–1     |
| 1993 | Arantxa Sánchez Vicariová Helena Suková     | Gigi Fernándezová Nataša Zverevová             | 7–63, 6–3         |
| 1992 | Arantxa Sánchez Vicariová Helena Suková     | Zina Garrisonová Pam Shriverová                | 6–4, 6–2          |
| 1991 | Larisa Savčenková Nataša Zverevová          | Gretchen Magersová Robin Whiteová              | 6–1, 2–6, 6–2     |
| 1990 | Gigi Fernándezová Jana Novotná              | Mercedes Pazová Gabriela Sabatini              | 6–3, 4–6, 6–4     |
| 1989 | Martina Navrátilová Wendy Turnbullová       | Mary Joe Fernandezová Claudia Kohde-Kilschová  | 5–2, skreč        |
| 1988 | Patty Fendicková Jill Hetheringtonová       | Gigi Fernándezová Robin Whiteová               | 7–62, 5–7, 6–4    |
| 1987 | Martina Navrátilová Pam Shriverová          | Zina Garrisonová Lori McNeilová                | 6–3, 6–4          |
| 1986 | Martina Navrátilová Pam Shriverová          | Claudia Kohde-Kilschová Helena Suková          | 6–4, 6–3          |
| 1985 | Claudia Kohde-Kilschová Helena Suková       | Hana Mandlíková Wendy Turnbullová              | 6–4, 6–2          |
| 1984 | Chris Evertová Wendy Turnbullová            | Bettina Bungeová Eva Pfaffová                  | 6–2, 6–4          |
| 1983 | Martina Navrátilová Pam Shriverová          | Betsy Nagelsenová Virginia Ruziciová           | 6–1, 6–0          |
| 1982 | Kathy Jordanová Anne Smithová               | Barbara Potterová Sharon Walshová              | 6–3, 7–5          |
| 1981 | Sue Barkerová Ann Kijomuraová               | Marita Redondová Marcie Louie                  | 6–1, 4–6, 6–1     |
| 1980 | Rosemary Casalsová Martina Navrátilová      | Kathy Jordanová Anne Smithová                  | 7–6, 6–2          |
| 1979 | Rosemary Casalsová Chris Evertová           | Martina Navrátilová Anne Smithová              | 6–4, 1–6, 6–3     |
| 1978 | Betty Stöveová Virginia Wadeová             | Greer Stevensová Pam Teeguardenová             | 6–3, 6–2          |
| 1977 | Rosemary Casalsová Chris Evertová           | Martina Navrátilová Betty Stöveová             | 6–2, 6–4          |
| 1976 | turnaj se nekonal                           | turnaj se nekonal                              | turnaj se nekonal |
| 1974 | turnaj se nekonal                           | turnaj se nekonal                              | turnaj se nekonal |
| 1973 | Rosemary Casalsová Julie Heldmanová         | Margaret Courtová Lesley Huntová               | bez boje          |
| 1972 | Rosemary Casalsová Virginia Wadeová         | Helen Gourlayová Karen Krantzckeová            | 6–4, 5–7, 7–5     |
| 1971 | Rosemary Casalsová Billie Jean Kingová      | Françoise Durrová Ann Haydon Jonesová          | 7–5, 6–3          |